# Terceira Frota dos Estados Unidos

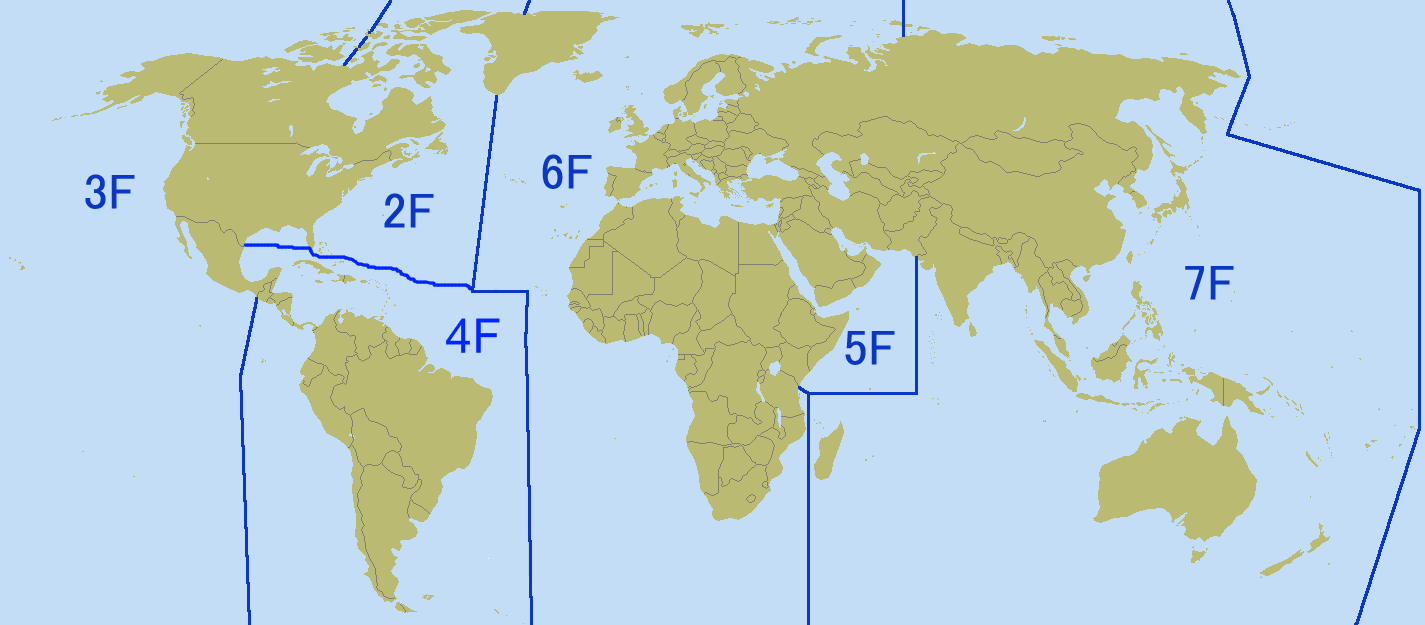
Área de atuação da Frota dos Estados Unidos.

A Terceira Frota dos Estados Unidos (U.S. 3rd Fleet), é uma divisão da Marinha dos Estados Unidos designada para operações no leste do Pacífico. O Comando da Frota, liderado pelo Vice-almirante Evan M. Chanik, está baseado em San Diego, California. Responsável pela operação da marinha americana na costa oeste dos Estados Unidos, a Terceira Frota, é uma das duas frotas numeradas sediadas no território deste país, juntamente com a Segunda Frota, que opera no Atlântico. 

## História
Como outras frotas numeradas da marinha americana, a Terceira Frota foi estabelecida em 1943, durante a II Guerra Mundial pelo almirante Ernest King, para operações de força-tarefa em áreas geográficas específicas, sendo seu primeiro comandante o Almirante William Halsey. Foi a Terceira Frota que protagonizou as ações navais nas águas do Japão durante a II Guerra Mundial, tendo ocorrido em suas naves as assinaturas dos atos de rendição em 1945.
A Terceira Frota esteve desativada de 1945 a 1973, quando uma reorganização  da marinha americana a restabeleceu no lugar antes ocupado pela Primeira Frota e pela Força Anti-submarinos do Pacífico.